# Bud Sennett
Laurence A. "Bud" Sennett (Saint Louis, Missouri, 21 mei 1912 - Keauhou Mauka, Hawaï, 25 juli 2003) was een Amerikaans autocoureur. In 1951 schreef hij zich in voor de Indianapolis 500, maar hij wist zich niet te kwalificeren. Deze race was ook onderdeel van het Formule 1-kampioenschap. In 1950 en 1951 deed hij ook mee aan de Carrera Panamericana. In 1950 werd hij vijfde met als teamgenoot John C. Walch, in 1951 haalde hij de finish niet en had hij geen teamgenoot. Hij overleed op 91-jarige leeftijd na een lang ziekbed.